# Z oblężonego miasta
Z oblężonego miasta – powieść Tadeusza Konwickiego napisana w 1954 roku i opublikowana w 1956. Utwór ma formę monologu wypowiedzianego. Stanowi rozliczenie Konwickiego z wcześniejszą, socrealistyczną twórczością, a jednocześnie próbę obrony komunizmu jako ideologii oraz uznanie (zakwestionowanych we wcześniejszej twórczości pisarza) wartości inteligenckich wątpliwości i wahań. 
Bohaterem utworu jest Bolesław Porejko, emigrant z PRL, opowiadający historię swojego życia urzędnikom imigracyjnym. W swoim monologu bohater próbuje poradzić sobie z kompleksem podwójnej zdrady, której miał w życiu dokonać – porzucenie partyzantki i AK dla wiary w komunizm oraz porzucenie komunizmu i poproszenie o azyl poza PRL.